# William Somerset (3e comte de Worcester)
Pour les articles homonymes, voir William Somerset et Somerset.
William Somerset, 3e comte de Worcester, (vers 1526/7 – 21 février 1589) est un courtisan, noble et homme politique anglais. 

## Biographie
Il est le fils aîné d'Henry Somerset (2e comte de Worcester) et de sa seconde épouse Elizabeth Browne.
Le 26 novembre 1549, il succède à son père et devient le 3e comte de Worcester. Avant le 19 mai 1550, Worcester épouse Christiana North, la fille d'Edward North (1er baron North) (en) et de sa femme Alice Squire. Ils ont trois enfants :
- Edward Somerset (4e comte de Worcester) (décédé le 3 mars 1628).
- Elizabeth Somerset. Mariée à William Windsor. Il est le fils homonyme de William Windsor, 2e baron Windsor et de son épouse Margaret Sambourne.
- Lucy Somerset. Mariée à Henry Herbert, écuyer[3]

William Somerset se remarie avant 1567 à Theophila Newton, fille de John Newton et de Margaret, fille d'Anthony Poyntz. Un portrait de la comtesse Theophila par un artiste inconnu de cette date est mentionné par Ashelford, Visual History of Costume (1983) : 72.
Worcester soutient Lady Jane Gray en 1553. Il est investi chevalier de l'ordre de la Jarretière (KG) en 1570. William Somerset meurt dans sa maison de Hackney le 21 février 1589 et est enterré dans l'église de St Cadoc, Raglan, Monmouthshire .
Il est mécène des arts et parraine - entre autres - l'acteur élisabéthain Edward Alleyn.